# Acontias richardi
Acontias richardi là một loài thằn lằn trong họ Scincidae. Loài này được Jacobsen mô tả khoa học đầu tiên năm 1987.